# Eppenschlag
Eppenschlag település Németországban, azon belül Bajorországban. Lakosainak száma 953 fő (2023. december 31.). Eppenschlag Innernzell, Schönberg, Spiegelau és Kirchdorf im Wald községekkel határos.

## Népesség
A település népessége az elmúlt években az alábbi módon változott:
| Lakosok száma | 573  | 981  | 864  | 890  | 979  | 986  | 976  | 950  | 954  | 953  |
|               | 1875 | 1950 | 1975 | 1987 | 2012 | 2014 | 2016 | 2017 | 2021 | 2023 |